# Gornje Taborište (Glina)
Gornje Taborište is een plaats in de gemeente Glina in de Kroatische provincie Sisak-Moslavina. De plaats telt 120 inwoners (2001).